# Weltpostkongress 1906

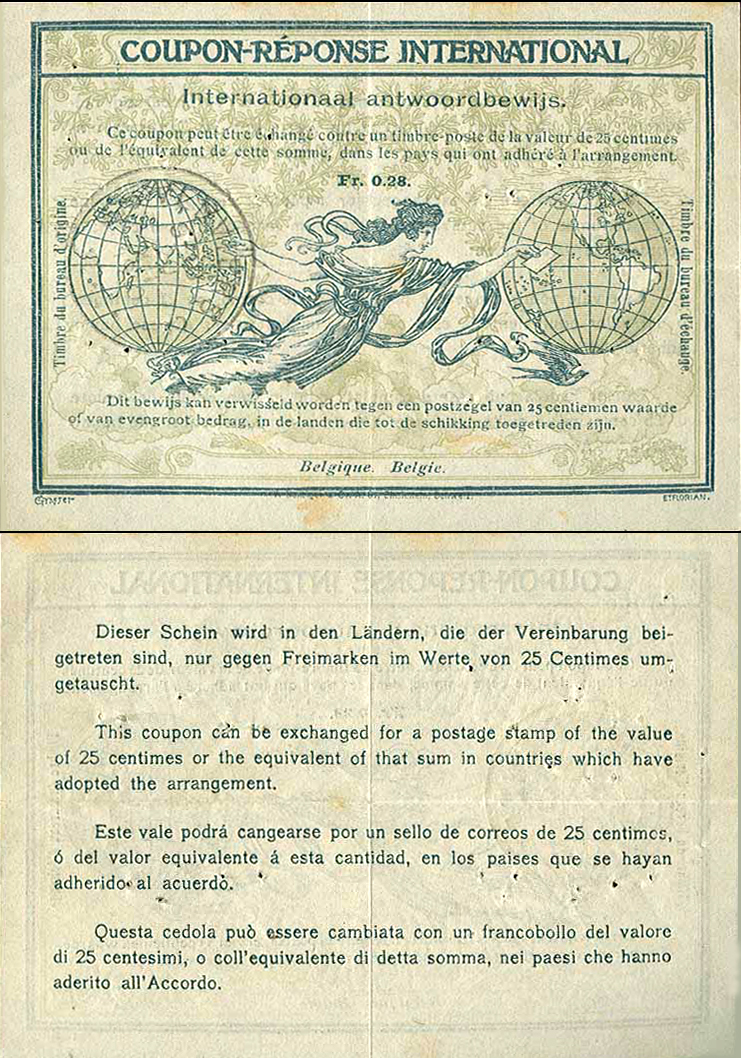
Erster Internationaler Antwortschein

Der sechste Weltpostkongress fand 1906 in der italienischen Hauptstadt Rom statt. Der Kongress erzielte wesentliche Gebührenermäßigungen im Briefverkehr und verkehrsfördernde Verbesserungen der Versendungsbestimmungen auf verschiedenen Gebieten. Es wurden unter anderem Kriegsgefangenen-Sendungen und die Internationalen Antwortscheine für Briefe im Wert der Gebühr eines einfachen Briefes eingeführt und galten ab 1907.
Die Einrichtungen des Weltpostvereins waren nunmehr so weit entwickelt und nach innen ausgebaut, dass für längere Zeit die Abhaltung eines Kongresses nicht dringlich war. Der nächste Kongress hätte im September 1914 in Madrid stattfinden sollen. Dank seiner festgegründeten Organisation, die sich seit vielen Jahren bewährt hatte, überdauerte der Weltpostverein die durch den Ersten Weltkrieg verursachten Erschütterungen. Danach trat allerdings das Bedürfnis nach einem neuen Kongress mit größerer Dringlichkeit hervor, denn die Verkehrsverbindungen bedurften der Erneuerung und die in den Währungen der Länder eingetretenen Veränderungen erforderten neue Vereinbarungen. Der nächste Weltpostkongress fand nach dem Ersten Weltkrieg 1920 in Madrid statt.